# Bobbie Gentry
Bobbie Gentry (* 27. července 1944 Woodland (Mississippi) jako Roberta Lee Streeter) je americká countryová zpěvačka, kytaristka a skladatelka. Písně psala od sedmi let, absolvovala konzervatoř v Los Angeles, přivydělávala si jako modelka a tanečnice. V její tvorbě převažovaly balady inspirované životem na jižanském venkově, patřila k prvním countryovým interpretkám, které si samy psaly velkou část repertoáru. V roce 1967 se dostala do čela žebříčku Billboard Hot 100 s písní „Ode to Billie Joe“, jejími dalšími hity byly „Fancy“ a „All I Have to Do Is Dream“ (duet s Glenem Campbellem). V roce 1968 získala Cenu Grammy pro nejlepší zpěvačku a nejlepší debut. Počátkem sedmdesátých let přestala nahrávat desky a vystupovala v klubech v Las Vegas, později odešla z hudební scény úplně a žije v ústraní nedaleko Memphisu.

## Diskografie
- 1967 Ode to Billie Joe
- 1968 The Delta Sweete
- 1968 Bobbie Gentry and Glen Campbell
- 1968 Way Down South
- 1969 Touch 'Em with Love
- 1969 Greatest
- 1970 Fancy
- 1970 I'll Never Fall in Love Again
- 1970 Bobbie Gentry Portrait
- 1971 Patchwork
- 1971 Sittin' Pretty
- 1971 Tobacco Road
- 1971 Your No 1 Fan
- 1983 All I Have to Do Is Dream
- 1990 Bobbie Gentry's Greatest Hits
- 1994 The Best of Bobbie Gentry
- 1995 Bobbie Gentry – The Hit Albums
- 1998 The Golden Classics of Bobbie Gentry
- 2000 The Capitol Years: Ode to Bobbie Gentry
- 2002 An American Quilt 1967–1974
- 2004 Chickasaw County Child: The Artistry of Bobbie Gentry
- 2008 The Very Best Of Bobbie Gentry